# Giuseppe Ferretto
Giuseppe Antonio Ferretto   (né le 9 mars 1899 à Rome, et mort le 17 mars 1973 à Rome) est un cardinal italien de l'Église catholique du XXe siècle, nommé par le pape Jean XXIII.

## Biographie
Giuseppe Ferretto est professeur à l'athenée pontifical du Latran et à l'athenée urbain "De Propaganda Fide" de 1926 à 1958. Il est aussi référendaire au tribunal suprême de la Signature apostolique et chanoine à la basilique Saint-Pierre. Ferretto est élu archevêque titulaire de Serdica (de) en 1958 et est nommé secrétaire du collège des cardinaux en 1959.
Le pape Jean XXIII le crée cardinal  lors du consistoire du 19 mars 1962. Il participe au conclave de 1963, lors duquel Paul VI est élu et assiste au IIe concile du Vatican en 1962-1965. Ferretto est camerlingue du Sacré Collège de 1968 à 1973 et grand pénitencier de 1967 à 1973.

## Succession apostolique
Giuseppe Ferretto a ordonné les évêques suivants :
- Évêque Marco Caliaro (de), C.S. (1962)